# Blind Faith (canção)
"Blind Faith" (em português:  Fé Cega) é o quarto e último single do álbum Cherry Pie, lançado em 1991 pela banda de glam metal e hard rock Warrant. Foi o single de menor sucesso do álbum, alcançando a posição #88 na Billboard Hot 100.

## Faixas
Austrália CD Single
| N.º | Título          | Duração |  |
| 1.  | "Blind Faith"   |         |  |
| 2.  | "Mr. Rainmaker" |         |  |

## Desempenho nas paradas musicais
| Parada musical (1991)                       | Melhor posição |
| ------------------------------------------- | -------------- |
| Estados Unidos (Billboard Hot 100)          | 88             |
| Estados Unidos (Hot Mainstream Rock Tracks) | 39             |